# Esther Teijeiro Lemos
Esther Teijeiro Lemos (Nogueira, Lugo, 1936) es una viticultora española. Fue la primera persona en inscribir su bodega con la denominación de origen Ribeira Sacra en 1987 y la primera en elaborar vino ecológico en Galicia en el año 2000.

## Biografía
Esther Teijeiro Lemos nació y creció en Nogueira de Miño, parroquia del municipio de Chantada, en la provincia de Lugo. Sus padres y abuelos se dedicaban al cultivo de viñedos y ella siempre estuvo vinculada a ellos. Se quedó huérfana de madre y padre a los 15 años.
En el año 1987 su bodega familiar, situada en el municipio de Chantada y denominada Diego de Lemos (en honor a su abuelo), fue la primera en inscribirse en la D.O. de Ribeira Sacra. Ecologista por instinto al recordar que sus padres no usaban ni herbicidas, ni insecticidas en la tierra (que ella consideraba que estaba enferma al no echar hierba), en el año 2000, con 64 años, Teijeiro creó la primera bodega de vino ecológico de Galicia. La agricultura ecológica no estaba entonces en su vocabulario. Ella lo llamaba producir “sano”. Teijeiro tenía convicción en lo que hacía, pero fue muy duro porque nadie creía en ella y tuvo que superar burlas, burocracia, dificultades técnicas y machismo.
Teijeiro fue la primera en embotellar su propio vino, cuando el resto vendía a granel. La bodega produce entre 10.000 y 13.000 botellas de tinto mencía y blancos godello y treixadura en unas viñas libres de química y maquinaria. Fue la primera persona empresaria en conseguir el sello de agricultura ecológica de Galicia para sus vinos y sus cerezas.
En febrero de 2017 un programa del aventurero Jesús Calleja, Volando voy, se centró en la Ribeira Sacra para conocer el trabajo en los viñedos y apareció la construcción de un mirador en medio de los viñedos de Teijeiro.

## Premios y reconocimientos
- 2001 Premio en el X Concurso Internacional de vinos de montaña por su vino D.O. Ribeira Sacra.
- 2003 Medalla de plata de la Junta de Galicia al vino tinto.
- 2003 Medalla de bronce de la Junta de Galicia al vino blanco.
- 2003 recibió el primer sello de vino ecológico que se emitió en Galicia.[1]
- 2005 Premio de la Junta de Galicia a la Muller Rural Emprendedora.[5]
- 2006 se le incluye en el libro Palabras da Terra sobre vinos con D.O. de Galicia.
- 2018 Premio Mágnum Honorífico 2018 "Viñolvidable" del Instituto Galego do Viño por su trabajo a favor del rol de la mujer en el sector del vino gallego.[8]
- 2019 reconocimiento a su larga trayectoria empresarial, Premios Son Muller, de la Asociación de Mulleres Empresarias da Provincia de Lugo (Aelu).[9]